# Cremastocheilus pocularis
Cremastocheilus pocularis är en skalbaggsart som beskrevs av Thomas Casey 1915. Cremastocheilus pocularis ingår i släktet Cremastocheilus och familjen Cetoniidae. Inga underarter finns listade i Catalogue of Life.